# Новошешминское сельское поселение
Новошешминское се́льское поселе́ние — муниципальное образование в Новошешминском районе Татарстана Российской Федерации.
Административный центр — село Новошешминск.

## История
Статус и границы сельского поселения установлены Законом Республики Татарстан от 31 января 2005 года № 36-ЗРТ «Об установлении границ территорий и статусе муниципального образования "Новошешминский муниципальный район" и муниципальных образований в его составе».

## Население
| 2010  | 2011  | 2012  | 2013  | 2014  | 2015  | 2016  |
| ----- | ----- | ----- | ----- | ----- | ----- | ----- |
| 4561  | ↘4554 | ↗4565 | ↗4578 | ↘4572 | ↗4593 | ↗4606 |
| 2017  | 2018  | 2021  |       |       |       |       |
| ↘4594 | ↗4620 | ↗4982 |       |       |       |       |

## Состав сельского поселения
| № | Населённый пункт | Тип населённого пункта       | Население |
| - | ---------------- | ---------------------------- | --------- |
| 1 | Новошешминск     | село, административный центр | ↗4982     |